# Саут Гленс Фолс (Њујорк)
Саут Гленс Фолс (енгл. South Glens Falls) град је у америчкој савезној држави Њујорк.

## Демографија
По попису из 2010. године број становника је 3.518, што је 150 (4,5%) становника више него 2000. године.
| Група             | 2000.         | 2010.         |
| Белци             | 3.305 (98,1%) | 3.368 (95,7%) |
| Афроамериканци    | 23 (0,7%)     | 34 (1,0%)     |
| Азијати           | 5 (0,1%)      | 17 (0,5%)     |
| Хиспаноамериканци | 21 (0,6%)     | 69 (2,0%)     |
| Укупно            | 3.368         | 3.518         |